# NGC 1796
NGC 1796 este o galaxie spirală situată în constelația Peștele de Aur. A fost descoperită în 26 decembrie 1834 de către John Herschel. Se află la o distanță de 12,35 megaparseci de Pământ.